# Utrzymanie szlaku żeglownego
Utrzymanie szlaku żeglownego – działalność człowieka na wydzielonej części akwenu nazywanego szlakiem żeglownym  polegająca na:
- zachowaniu lub odtworzeniu stanu dna szlaku żeglownego lub brzegów;
- konserwacji lub remoncie istniejących budowli regulacyjnych, których celem jest zapewnienie swobodnego spływu wód, lodów, a także zapewnienie właściwych warunków korzystania z wody,
- utrzymaniu w sposób zapewniający bezpieczną żeglugę przez dbałość o należyty stan techniczny budowli i urządzeń hydrotechnicznych służących żegludze oraz ich właściwą obsługę,
- systematyczną poprawę warunków eksploatacyjnych odpowiednich do klasy drogi wodnej,
- oznakowanie nawigacyjne szlaku żeglownego, budowli i urządzeń hydrotechnicznych, przeszkód nawigacyjnych oraz budowli i linii przesyłowych krzyżujących się ze śródlądowymi drogami wodnymi.